# Edifici a la plaça de Catalunya, 4 (Reus)
L'Edifici a la plaça de Catalunya, 4 és un edifici del municipi de Reus (Baix Camp) inclòs en l'Inventari del Patrimoni Arquitectònic de Catalunya com a Bé Cultural d'Interès Local.

## Descripció
La casa està situada gairebé a l'inici del carreró de la Sang. Consta de planta baixa i tres pisos d'habitatges. La composició de la façana és totalment simètrica. A cada planta hi ha dos balcons i a la tercera incorpora una finestra entre ells. Els balcons tenen dos mènsules. El ferro forjat de les baranes forma uns dibuixos bastant senzills però elegants. A partir del nivell de la barana del balcó del primer pis, surten quatre pseudocolumnes adossades al parament vertical de la façana, que va fins a la tercera planta, on hi ha també elements clàssics i que són com una prolongació dels primers. Entre les mènsules hi ha elements escultòrics, amb uns caps d'angelets als eixos centrals. Al remat hi ha cornisa i una barana balustrada.